# 추억의 마니
추억의 마니(일본어: 思い出のマーニー, 오모이데 노 마니, 원제:When Marnie Was There)는 일본의 스튜디오 지브리가 제작한 애니메이션 영화이자 마지막 작품이다.

## 개요
영국의 작가 조앤 G. 로빈슨의 동명의 아동문학 작품을 원작으로 하며, 요네바야시 히로마사 감독의 마루 밑 아리에티 이후 4년만에 감독작품이다.

## 줄거리
‘안나’는 요양차 방문한 바닷가 마을의 낡은 저택에서 금발의 아름다운 소녀 ‘마니’를 만난다. 저택에서 마니와 함께 즐거운 시간을 보내지만 다음날 낮에 찾아간 저택은 아무도 살지 않은 폐가로 변해있는 등 알 수 없는 일들이 자꾸 일어난다.
어느 날, 마니가 갑자기 사라지고 낡은 저택에 '사야카'라는 소녀가 이사를 온다. 사야카는 우연히 마니의 일기장을 발견하고 안나에게 준다. 그리고 상상조차 할 수 없었던 비밀이 서서히 드러난다.

## 출연진
- 타카츠키 사라 - 안나 목소리 역
- 아리무라 카스미 - 마니 목소리 역
- 마츠시마 나나코 - 요리코 목소리 역
- 테라지마 스스무 - 기요마사 목소리 역
- 네기시 토시에 - 세츠 목소리 역
- 모리야마 료코
- 요시유키 카즈코 - 내니 목소리 역
- 구로키 히토미 - 히사코 목소리 역
- 모리사키 히로유키 - 미술선생님 목소리 역
- 야스다 켄 - 토이치 목소리 역
- 토츠기 시게유키 - 신사 목소리 역
- 오오이즈미 요 - 야마시타 의사 목소리 역
- 오토오 타쿠마
- 스기사키 하나 - 사야카 목소리 역
- 밀라 브레너 - 어린 히사코 목소리 역
- 바리 스즈키

## 스태프
- 원작 - 조앤 G. 로빈슨
- 감독 - 요네바야시 히로마사
- 각본 - 니와 케이코
안도 마사시
요네바야시 히로마사
- 음악 - 무라마츠 타카츠구
- 제작 - 지브리 스튜디오

## 같이 보기
- 공연 -  지브리 '추억의 마니' 음악 콘서트 무라마츠 타카츠구 내한공연 2024년 11월 15일(금) 오후 7시 30분 예술의전당 콘서트홀